# Mary J. Blige
Mary Jane Blige, känd professionellt som Mary J. Blige eller bara Mary J, född 11 januari 1971 i The Bronx i New York, är en amerikansk platinasäljande, niofaldigt grammy-vinnande sångerska, låtskrivare, skådespelerska och filantrop.
Sångerskan debuterade 1992 med albumet What's the 411?, varifrån listettan  "You Remind Me" gavs ut. Skivans andra singel "Real Love" blev ytterligare en stor hit samt sångerskans debut på Billboards Hot 100. Albumet certifierades därefter platina av RIAA med över fem miljoner sålda kopior internationellt. Blige blev Uptown Records bästsäljande artist och belönades med titeln "Queen of Hip-Hop Soul".
Efter en tid av personliga svårigheter med alkohol- och drogmissbruk släppte Blige sitt femte studioalbum vid namn No More Drama den 28 augusti 2001. Skivan blev liksom sina föregångare stor framgång kommersiellt och skivan certifierades trippel-platina med över 6,5 miljoner sålda exemplar. Albumets huvudsingel "Family Affair" är sångerskans mest framgångsrika musiksingel hittills i karriären. Singeln låg hela sex veckor på toppen av Billboard Hot 100 och utsågs som den tolfte mest framgångsrika låten under 2000-talet. Bliges senare diskografi består av albumen Love & Life, The Breakthrough, Growing Pains och den senaste skivan Stronger With Each Tear varifrån topp-tio singeln "I Am" släpptes.
Mary J. Blige har vunnit nio Grammy Awards och rankas som en av USA:s bästsäljande kvinnliga musiker. Under 1990-talet fick hon utmärkelsen Världsmusikens legender (World Music Legends Award) för kombineringen av hiphop och soul. Fram till 2010 har hon sålt cirka 45 miljoner skivor..

## Uppväxt
Mary J. Blige är dotter till jazzmusikern Thomas Blige och sjuksköterskan Cora Blige. Hon har två systrar, LaTonya och Jonquell. Det var hennes far som lärde henne att sjunga och hon började tidigt sjunga i pingstkyrkan i Savannah, Georgia, där hon tillbringade sina första år. När hon var 17 år sjöng hon sin första låt som var en improviserad karaokeversion av Anita Bakers låt "Caught Up In the Rapture". Den spelades in i ett köpcenter och skickades sedan till ett skivbolag som hennes mammas pojkvän var med i på den tiden. Det var då hennes karriär började. Blige skrevs in som bakgrundssångerska innan hon upptäcktes av Sean ”P. Diddy" Combs som producerade hennes första album ”What's The 411?”. När hon fyllde 21 år var hon redan miljonär. Hon började vid 21 års ålder missbruka alkohol och droger som exempelvis kokain. Idag är hon drogfri. 2003 gifte hon sig med Martin Kendu Isaacs som är musikproducent och idag hennes manager. Kendu har sedan tidigare tre barn.

## Karriär

### 1989–1999
När Mary Jane Blige var 17 år gammal sjöng hon karaoke i ett köpcenter i White Plains, New York. Hennes mors dåvarande pojkvän spelade in detta och spelade upp kassetten för Jeff Redd, som var artist på Uptown Records. Redd skickade sedan vidare den till Andre Harrel, VD för företaget, som träffade Blige 1989, och det var så hon blev Uptown Records yngsta och första kvinnliga artist. 1990 sjöng hon i bakgrunden för Jeff Redd och samma år spelade hon in ”I’ll Do 4 You” med rapparen Father MC. Hennes nationella debut var sommaren 1992 när hon framträdde på MTV. Arbetet med hennes debutalbum inleddes 1992 med Sean ”Puffy” Combs som övervakade projektet. Albumet hette What’s the 411?, som innehöll låtar som  ”Love No Limit” och covern av Rufus’s ”Sweet Thing”. Namnet ”What's the 411?” fick hon från sitt tidigare arbete på nummerupplysningen. I slutet av året hade albumet sålt tre miljoner exemplar. Efter den stora succén gav Sean ”P. Diddy” Combs Mary smeknamnet ”Queen of Hip-hop soul”, ett namn som hon behållit sedan dess. Efter albumets framgång gjorde hon även ett remixalbum. Blige släppte under tiden hiphop-singeln ”You Don’t Have to Worry”. I november 1994 släpptes hennes andra album, My Life. Det var mörkare, stämningsfullare och hade något färre låtar med tempo. Även med detta album var Sean ”P. Diddy" Combs med och hjälpte till. Han tog även över som hennes manager. Till skillnad från What’s the 411? var Mary med och skrev låtar själv och grundade dessa på sitt privatliv. ”Be Happy”, en singel på albumet My Life, nådde nummer 29 respektive sex på Hot 100 och R&B-singellistan. I början av 1995 släppte hon en cover av Rose Royce’s hit ”I’m Goin Down” som blev en stor hit i Storbritannien. My Life sålde till slut trippel platina. Sommaren det året gjorde hon en duett med Method Man på hans sång "I'll Be There For You/You 're All I Need to Get By". 1996 vann hon en Grammy för "Best Rap Performance av en duo eller grupp" för sitt arbete med Method Man.
Den 22 april släppte Blige sitt tredje album Share My World. Den här gången gjorde hon albumet utan hjälp från Combs. I hans ställe fanns stora producenter som till exempel Jimmy Jam och Terry Lewis, Chucky Thompson, R. Kelly, Babyface och Rodney Jerkins. När albumet gjordes gick Blige igenom en tid i livet där hon ville få ordning på sitt liv genom att övervinna sitt missbruk av droger och alkohol. Hon ändrade sin ohälsosamma livsstil och började göra mer glada låtar som till exempel ”Love Is All We Need” och ”Share My World”. ”Share My World” debuterade som nummer ett på Billboard 200 och fem låtar från albumet blev snabbt hits: ”Love Is All You Need” Ft. Nas, ”I Can Love You” Ft. Lil’Kim, ”Everything”, ”Missing You” (endast Storbritannien) och ”Seven Days”. Albumet blev ett av hennes mest framgångsrika med tre miljoner sålda exemplar I USA. I början av 1998 vann Blige en American Music Award för Favorite Soul / R&B Album. Den sommaren inledde hon ”Share My World Tour", vilket resulterade i ett livealbum som släpptes senare samma år, med titeln ”The Tour”.
Den 27 augusti 1999 släppte Blige sitt fjärde album som heter just Mary. Det är en samling av låtar som påminner om 70 och tidigt 80–tal. Den 14 december samma år släpptes en återutgåva av albumet med två musikvideor och två bonusspår. Ett av bonusspåren var ”Confrontation” (ett samarbete med hiphop-duon Funkmaster Flex & Big Kap, ursprungligen från deras album ”The Tunnel”). Blige lovordades för detta och den sålde dubbel platina. Det var dock inte lika framgångsrikt som hennes tidigare album, trots alla hitsinglar: ”All That I Can Say”, ”Deep Inside” och ”Give Me You”.

### 2001-2006
Den 28 augusti 2001 släppte Blige sitt femte album, No More Drama. Albumets första singel, ”Family Affair” producerades med hjälp av Dr. Dre och blev Marys första låt som blev listetta på Billboard Hot 100 och låg kvar där i hela sex veckor. Den följdes av två andra singlar ”Dance With Me” (med Common) och ”No More Drama”. Albumet sålde ungefär 2 miljoner exemplar i USA. På grund av populäriteten så återutgav MCA albumet igen 29 januari 2002 men valde att ta bort tre låtar, lade till två helt nya varav en var producerad med hjälp av Sean ”P. Diddy” Combs och lade även till remixar av ursprungliga låtar från albumet. Albumet sålde ytterligare en miljon exemplar i USA och fem miljoner runt om i hela världen. I april 2002 framträdde Mary med Shakira med låten “Love Is a Battlefield” på VH1 Davis Show live i Las Vegas. Hon framträdde också med en duett med Whitney Houston, tillsammans sjöng de  “No More Drama” och ”Rainy Dayz”. Den 22 juli 2002 släppte MCA ”Dance For Me”, ett album som släpptes i en begränsad upplaga och innehöll remixer av hennes tidigare topplåtar inklusive Junior Vasquez remix av ”Your Child” och the Thunderpuss remix av ”No More Drama”. 2003 vann Mary en Grammy för Grammy Award for Best Female R&B Vocal Performance för sin låt “He Thinks I Don’t Know”. I augusti 2003 släppte Blige sitt sjätte album Love and Life med Geffen Records som hade tagit över MCA Records. Albumet producerades med hjälp av Sean Combs (P. Diddy) och anledningen till att de valde att arbeta tillsammans var att de ville göra en lika stor succé som deras två tidigare album tillsammans blev. Albumet blev etta på Billboard 200 och blev hennes fjärde album i rad på UK Top Ten Albums. 
Albumet sålde platinum men blev ändå Bliges lägst sålda album hittills. Efter att albumet släppts och fått kritik från fans och kritiker gick Blige och Sean ”P. Diddy” Combs skilda vägar för att skapa ny musik själva. Den 20 december 2005 släppte Geffen Records hennes sjunde album The Breakthrough och samarbetade med många andra artister som League, Rodney Jerkins, will.i.am, Bryan Michael Cox, 9th Wonder, Jimmy Jam och Terry Lewis, Raphael Saadiq, Cool och Dre och Dre och Vidal. Albumet kom på första plats både på Billboard 200 och Top R & B / Hip-Hop Albums och redan en vecka efter att albumet hade släppts hade redan 720 000 exemplar sålts. Det blev den största första veckan i försäljning för en kvinnlig RnB-solo-artist i SoundScans historia, den femte största första veckan i försäljningen för en kvinnlig artist och den fjärde största debuten under 2005. Sedan utgivningen av albumet har tre miljoner exemplar sålts i USA och sju miljoner exemplar i andra länder och blev även ett av fem bästsäljande album 2006.
Bliges singel ”Be Without You” nådde upp till plats tre på Billboard Hot 100 medan den kom etta på R&B-listan i femton veckor, men höll en plats på listan i hela sexton månader. ”Be Without You” blev väldigt populär i Storbritannien och blev hennes längsta singel som hållit sig kvar på UK Singels Chart och hennes näst längsta plats på en lista hittills. Framgången för “The Breakthrough” fick Blige att vinna nio Billboard Music Awards, två American Music Awards, två BET Awards, två NAACP Image Awards och en Soul Train Award. Hon fick även åtta Grammynomineringar vid Grammy Awards 2007, vilket var mer än någon annan fick det året. "Be Without You" var nominerad till både "Record of the Year" och "Song of the Year".  Mary vann tre priser, "Best Female RnB Vocal Performance", "Best RnB Song" (båda för "Be Without You") och "Best RnB Album" för “The Breakthrough”.
I december 2006 släpptes ett samlingsalbum, Reflections – A Retrospective, det innehöll Bliges hittills mest populära låtar men även tre helt nya låtar. Albumet kom på nionde plats i USA och sålde 170 000 exemplar under första veckan och har totalt sålt ungefär 1,6 miljoner exemplar. Under 2006 producerade Blige även en låt tillsammans med rapparen Ludacris, "Runaway Love" som finns på hans album “Release Therapy”. Den tog en femte plats på Billboard Hot 100 och på RnB-listan. Blige arbetade tillsammans med Aretha Franklin och The Harlem Boys Choir på soundtracket ”Never Gonna Break My Faith” till Bobby från 2006. Sången var nominerad till en Golden Globe och vann en Grammy för Best Gospel Performance.

### 2007-2009
I december 2007 släppte Blige en ny skiva som fick namnet Growing Pains.  R&B-skivan, med 16 låtar, släpptes av Geffen Records den 18 december. Det blev en succé och sålde 629 000 skivor den första veckan. Den kom senare topp tio på sex olika musiklistor runt om i världen. Den fick dubbel platina i USA och guld i England. Albumet blev rankat etta veckan efter den släpptes och blev därmed hennes fjärde album som hade nått toppen.
Sedan 2007 har hon vunnit sex Grammy Awards: Best Contemporary R&B Album, Best R&B Performance by Duo/Group, Best Gospel Performance, Best R&B Female Vocal Performance, Best R&B Song och Best R&B Album. Hon blev nominerad till fler priser, bland annat för bästa poplåt tillsammans med U2.

## Diskografi
- 1992 – What's the 411?
- 1994 – My Life
- 1997 – Share My World
- 1999 – Mary
- 2001 – No More Drama
- 2003 – Love & Life
- 2005 – The Breakthrough
- 2007 – Growing Pains
- 2009 – Stronger with Each Tear
- 2011 – My Life II... The Journey Continues (Act 1)
- 2013 – A Mary Christmas
- 2014 – The London Sessions